# サスペンション (オートバイ)
オートバイにおけるサスペンションは、車体を構成する要素の一つで、車軸を支持しながら路面の凸凹を吸収して振動を抑制しタイヤの接地を適切に保つための構造をもっている。典型的なオートバイはフロントサスペンションにテレスコピックフォークを、リアサスペンションにスイングアームを持つ。

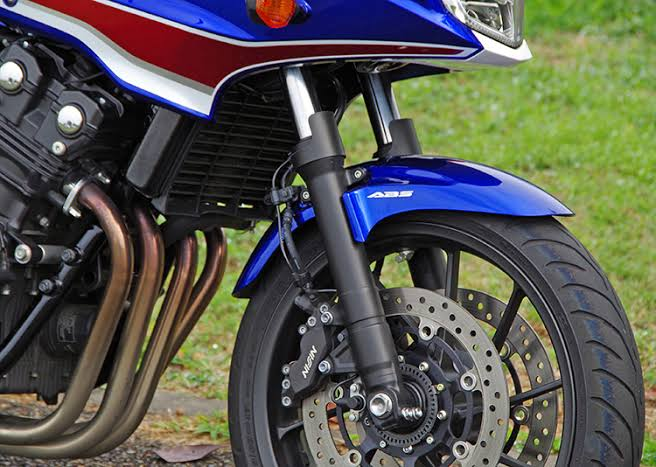
画像追記

## 概要
初期のオートバイは自転車にエンジンを付けただけの形態で、前後輪ともにサスペンションを持たない車体構造であった。やがてエンジン性能の向上に伴い、安全でより速く走行するために、はじめは前輪にサスペンションが組み込まれ、やや遅れて後輪にも組み込まれて現在に至っている。

## プリロード調整
コイルスプリングでは荷重がかかっていない状態での長さを自然長、または自由長と呼び、機械構造に用いる際は多くの場合で自然長よりやや縮めた状態（引張ばねの場合は伸ばされた状態）で組み付けられる。組み付けられた状態での長さをセット長と呼び、自然長とセット長の差に応じてばねには機械の初期状態ですでに荷重がかけられている。この荷重をプリロードと呼び、自動車やオートバイなどのサスペンションでは、車重や想定される使用状況に応じて固有のプリロードが設定されている。特にオートバイでは車両総重量に対する乗員の体重の差が他の自動車よりも大きく、プリロードと体重差の関係がサスペンションの特性に与える影響も大きい。加えて、運転行為にスポーツ性や嗜好性のある乗り物でもあり、乗員体格や好みに合わせて、ユーザーあるいは整備事業者の手で調整できる機構を備えている場合が多い。
車体と乗員、荷物などを合わせた重量に対してプリロードが高すぎると、わずかな路面の起伏も吸収できず、路面追従性が悪化したり乗り心地が硬くなったりする。プリロードが低すぎると、わずかに車重の前後バランスが変化しただけで大きくサスペンションがストロークして、車体の挙動が不安定になる。また、未舗装路などのように走行する路面の起伏が大きい走行条件では、起伏を吸収しやすいようにプリロードを低めに設定し、強い加減速を繰り返すサーキット走行などの走行条件では、前後の荷重バランスが大きく変化しても車体が安定するようにプリロードを高めに設定する場合が多い。（このような変化はばねレートの違いによって起こることであり、サグが適正なサスユニットにおいてはプリロードの変化では起こり得ない）
プリロードの調整はすなわちスプリングセット長の調整であり、多くの場合はスプリングの荷重を受けるスプリングシートの位置を変化させて行う。その機構にはネジによるものや、シムと呼ばれる板状の部材の追加・除去によるものなどがある。ネジによる方式は、サスペンションを分解せずに外部からネジを回転させて調整が可能である。一方シムによる方式は、分解するか特殊な工具でスプリングを縮めた状態で行う必要があり、サスペンションが車体に取り付けられた状態では調整できない場合が多い。スプリングと空気ばねを組み合わせたフロントフォークであるセミエアフォークを採用した車種の場合は、空気ばねの圧力を変えることでプリロードの調整ができる。リアサスペンションの場合は、スプリングシートを構成する円筒（カラー）に階段状の切り欠きが付けられたものもあり、この円筒を回転させることで段階的にセット長を変化させることができる。（サグが適性である限りでは、スプリングシートの調整でプリロードを変える事はできない）
プリロードの調整はサスペンションを完全に伸ばした時の長さと、車体と乗員、荷物などを合わせた重量によって縮んだ時の長さの差を測って適正が判断される。プリロードを測定しようとすると特殊な荷重計が必要になったり、セット長を測定しようとするとサスペンションを分解しなければならない場合が多いため、便宜的に沈み込みの量が測定される。また、乗員の乗車姿勢や荷物の量などで前後バランスが変化するため、走行中のバランスに近い条件を作り出して設定できることから沈み込み量を測定する方が、より妥当な測定条件となる。サスペンションの初期状態からの沈み込みは、英語で「沈下」や「たわみ」を意味する"sag"に由来してサグ と呼ばれ、プリロードを増加させるとサグは減少し、プリロードを減少させるとトータルサグは増える。車体と乗員の重量、場合によっては荷物を加えた重量によるサグをトータルサグ、レース中の乗員姿勢によるサグをレースサグと呼ぶ。オフロードバイクではレースサグは立ち姿勢での状態を指す場合が多く、これに対してシートに腰を下ろした状態のサグをシッティングサグと呼び、状況に応じたサグを測ってプリロードを調整する。（プリロードの大小によってサグが変化するようなことは、適正なばねレートを使用しているサスではあり得ない。ここで言っているプリロードとは本来の意味のプリロードではなくスプリングシート位置の高低のことである）
例えば、車体と乗員の総重量によって1本のフォークに70 kg-fの荷重がかかると仮定する。このフォークを構成するスプリングのばね定数が0.7 kg-f/mmで、仮に自然長とセット長が等しく、プリロードが0 kg-fで組み込まれているとすると、トータルサグは100 mmとなる。このフォークのスプリングシートに20 mmのシムを挿入するとセット長は20 mm短くなり、プリロードが14 kg-fとなる。この状態でフォークにかける荷重を徐々に増やすと、14 kg-f以下ではセット長を保ったまま縮まずに、14 kg-fを超えて初めて縮み始める。70 kg-fの荷重をかけると、トータルサグはプリロード分を差し引いた56 kg-fによって発生する80 mmとなり、乗車状態の車高はシムを挿入する前に比べて20 mm高くなる。

## 減衰力調整
オートバイに用いられているダンパーには減衰力を調整できる機構を備えたものも多い。ダンパーが圧縮される際に発生する減衰力と伸びる際に発生する減衰力のいずれか片方を調整できる場合と両方を調整できる場合がある。調整機構は手回し式のダイヤルやドライバーで回転させるノブでダンパーオイルが通過する流路面積を変化させるものや、流路面積の異なる複数の流路が設けられた部材を回転させて流路を切り替えるものがある。流路面積が小さくなるほどダンパーオイルの流動抵抗が大きくなり、減衰力は増大する。
テレスコピックフォークの場合は、フォークオイル(Fork oil)の粘度を調整することで減衰力の調整が行える。高粘度のオイルほど減衰力が増大し、逆に低粘度のオイルほど減衰力が減少する。フォークオイルは長時間の利用によって流路を通過する際の摩擦熱やせん断力の発生により、熱劣化やせん断劣化による粘度の低下が発生する。また、内部部品の摩耗による不純物が次第に混じってくるため、定期的な交換が必要となる。オートバイの取扱説明書にはフォークオイルの適切な交換間隔や使用油種などが明記されている場合がある。10年以上前にはフォークオイルにATFが指定されている場合も多かったが、現在では様々な粘度係数が用意されたフォーク専用油が用いられることがほとんどである。フォーク専用油は異なる粘度のものを配合することによりユーザーや整備事業者が容易に粘度を調整し、減衰力を調整できる。